# Vitale Tambellini
Vitale Tambellini (Lucca,4 de novembro de 1876 - Amparo,8 de abril de 1955) foi um industrial ítalo-brasileiro estabelecido no município paulista de Amparo. Foi proprietário da rede de indústrias de bebidas e doces "Irmãos Tambellini". Junto com os filhos Arthur, Américo e Armando comandou uma das mais prósperas indústrias do interior paulista durante décadas. No ano de 1926 o grupo Tambellini foi agraciado  com medalha de ouro e Diploma de Honra na 1ª Feira Industrial de São Paulo, devido ao produto "Aperitivo Vitale". No catálogo de produtos também estavam o "Vinho Vermount", "Chumbo Grosso", "Fernet" e o tradicional guaraná "Nonó", de consumo nacional.
Introduziu a cultura do Cinema no município amparense, que passou a contar com dois cinemas, o "Cine Santa Helena" e o "Cine Variedades", considerados modernos ao período.
Comandava também a distribuição dos produtos Brahma (cervejaria) no interior de São Paulo.
Teve ativa participação na sociedade amparense,sendo sócio fundador da Sociedade de Assistência Mútua Italiana e Presidente Benemérito do Floresta Esporte Clube.